# Bart Mos
Bart Mos is een Nederlands journalist van Het Financieele Dagblad die 27 november 2006 samen met Joost de Haas door de rechter-commissaris in Den Haag in gijzeling werd genomen, omdat hij niet bekend wilde maken wat zijn bronnen waren inzake een artikel over de crimineel Mink Kok.
Mos en De Haas zaten drie dagen in een cel van de gevangenis van Scheveningen.
Voor het in 2006 in De Telegraaf verschenen artikel over de AIVD-affaire, dat hij ook samen met Joost de Haas schreef, kreeg Mos de persprijs De Tegel in de categorie Nieuws/Print uitgereikt.